# Wienerlied
Das Wienerlied ist ein Lied, das aus Wien stammt und die Stadt Wien zum Thema hat oder etwas charakteristisch Wienerisches besingt (nach Harry Zohn ein Lied „aus, über und für Wien“). Daher ist der Text meist auf Wienerisch. Es verbreitet Gemütlichkeit und Humor (teilweise auch schwarzen Humor und Spott), stammt aus der Welt der Kleinkunst in den Singspielhallen und wurde gelegentlich zum Volkslied. Leichtlebigkeit und Vergänglichkeit (Vanitas) werden melancholisch, unbeschwert oder auch satirisch betrachtet. Oft wird im Wienerlied selbstreferentiell das klingende Lied aus Wien besungen. Das Wienerlied stellt, ähnlich wie der Berliner Gassenhauer, eine Form des so genannten „populären Großstadtliedes“ dar.
Am beliebtesten war das Wienerlied vom Ende des 19. Jahrhunderts bis in die 1930er Jahre; in der Zeit nach dem Zweiten Weltkrieg wiederum bis in die 1980er Jahre. Mit weitgehender Streichung der Ausstrahlung von Wienerliedern im ORF verlor es an Breitenwirkung und muss – in seiner traditionellen Form – vor allem beim jüngeren Medienpublikum heute als nahezu unbekannt klassifiziert werden.

## Geschichte

### Ursprünge

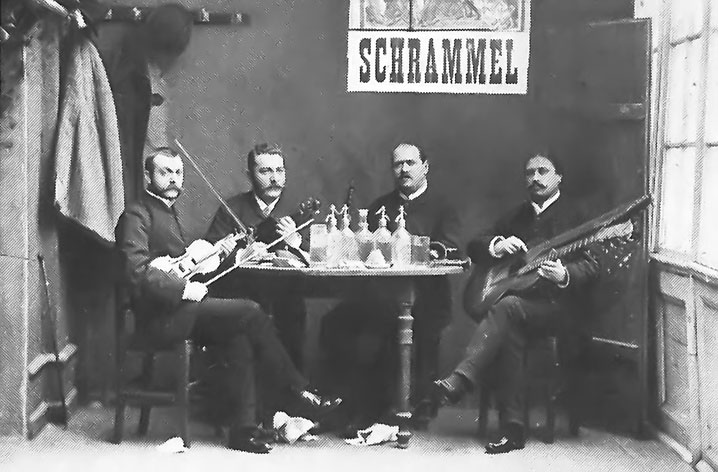
Das Schrammelquartett um 1890

Der Ausdruck „Wienerlied“ stammt erst aus der Zeit der Urbanisierung der Stadt Wien nach 1850, als man das Volkstümliche und Ursprüngliche zu vermissen begann. Seine moderne Vermarktung stand im Gegensatz zu den vormodernen Inhalten, die es besingt. Als erstes Wienerlied wird oft „O, du lieber Augustin!“ genannt. Allerdings ist in der einschlägigen Forschung seit langem bekannt, dass die Melodie schon vor 1800 als böhmisches Walzerlied weit verbreitet war. Ab 1799 war das Lied in Wien populär und erfuhr zahlreiche Bearbeitungen, sei es für das Theater oder als Parodie.
Das Wienerlied hängt eng mit schriftlicher Überlieferung und mit den zunehmenden Musikdrucken nach 1800 zusammen. Daher sind die Autoren meistens bekannt. Es steht in der Tradition der Bänkelsänger, Leiermänner und Harfenisten, deren Darbietungen dadurch aber nicht abgelöst wurden, sondern nebeneinander bestanden. Das Wiener Volksliedwerk kennt mehrere Quellen für das Wienerlied
- Straßenlied
- Theatercouplet (z. B. Johann Nestroy, Ferdinand Raimund)
- Kunstlied (z. B. Franz Schubert)
- Vorträge professioneller „Volkssänger“ (z. B. Johann Baptist Moser, 1799–1863, der anstelle des Absammelns fixe Eintrittspreise einführte und den pädagogischen Anspruch erhob, das Niveau des Wienerliedes zu heben. Klavier oder Streichmusik lösten die Harfe ab.)
- Ländliche Lieder
- Operette, Varieté, Kabarett (z. B. „Draußen in Sievering“ von Johann Strauss (Sohn), „Ich bin ein Wienerkind“ von Franz Lehár oder „Im Prater blüh'n wieder die Bäume“ von Robert Stolz).

### Blütezeit
1852 regelte die k.k. NÖ Statthalterei das Volkssängerwesen. Zur Erlangung einer – nur einjährigen – Lizenz waren Unbescholtenheit, musikalische und sonstige Bildung Voraussetzung. Das Mindestalter für den Leiter eines Ensembles war 30, für Mitglieder 20 Jahre. Es durften nicht mehr als vier Personen und (offiziell bis 1871) keine Frauen mitwirken. Texte und Benehmen wurden behördlich überprüft.
Populäre Interpreten traten in Lokalen und Singspielhallen auf, wie Johann Fürst, Edmund Guschelbauer, Carl Lorens oder Josef Matras. Volkssängerinnen wie die „Fiaker-Milli“ Emilie Turecek-Pemer, Antonie Mannsfeld oder Fanny Hornischer waren beim Publikum äußerst beliebt. Auch Opernsänger und Schauspieler wie Alexander Girardi oder Hermann Leopoldi widmeten sich dem Wienerlied.
Bekannte Autoren waren Wilhelm Wiesberg („Das hat ka Göthe gschriebn“), Carl Lorens („Die Weana Gemütlichkeit stirbt niemals aus“), Oskar Hofmann („Die Stadt der Lieder“) oder Gustav Pick mit seinem Fiakerlied („I führ zwa harbe Rappen“, 1885).
In der Zwischenkriegszeit, speziell zur Zeit der Weltwirtschaftskrise, manifestierte sich auch im Wienerlied die sentimentale Sehnsucht nach der Belle Epoque vor 1914 („Herr Doktor, erinnern Sie sich noch ans Zwölferjahr?“ oder Robert Katschers „Der Dr. Lueger hat mir die Hand gereicht.“ aus Essig und Öl).
Nach dem Anschluss Österreichs 1938 wurden Wienerlieder von jüdischen Textdichtern und/oder Komponisten verboten, so u. a. das erwähnte und überaus populäre Fiakerlied „Im Prater blühn wieder die Bäume“ (der Textdichter, Kurt Robitschek, war Jude) oder die Kompositionen von Hermann Leopoldi.
Nach dem Zweiten Weltkrieg sorgten populäre Interpreten wie etwa der Schmid Hansl, Paul Hörbiger, Hans Moser, das Duo Hilde und Richard Czapek und später auch Peter Alexander für breite Bekanntheit der Wienerlieder.
Vom Wienerlied gibt es zahlreiche Parodien und Persiflagen. Gerhard Bronner („Die alte Engelmacherin“), Peter Wehle („Steh auf, liebes Wien“), Helmut Qualtinger, Hermann Leopoldi und Georg Kreisler („Tauben vergiften“, „Der Tod muss ein Wiener sein“, „Wie schön wäre Wien ohne Wiener“) verwendeten die Stilform des Wienerlieds auch als Kabarettlied.

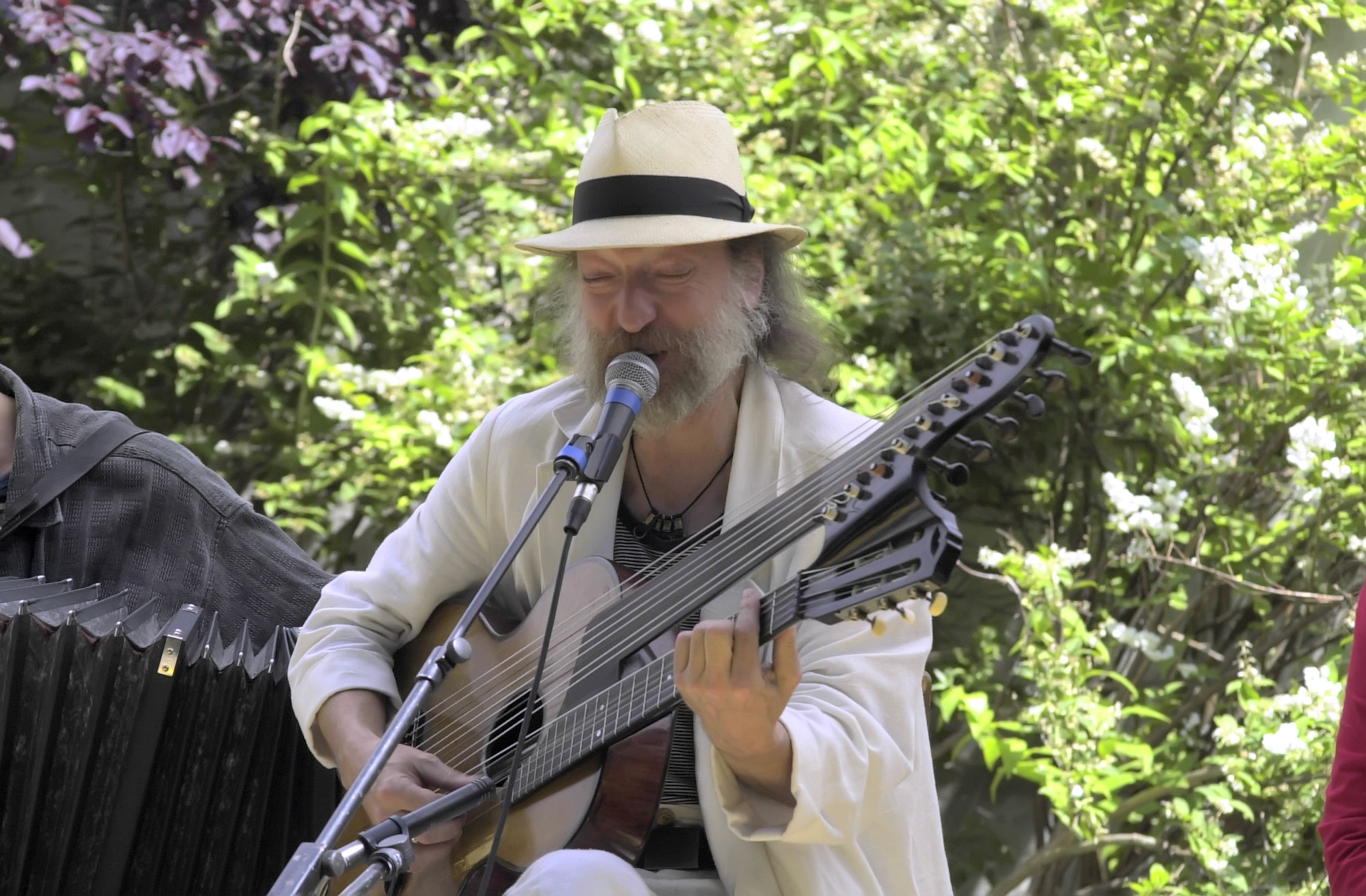
Roland Neuwirth beim Heurigen Bamkraxler (2000)

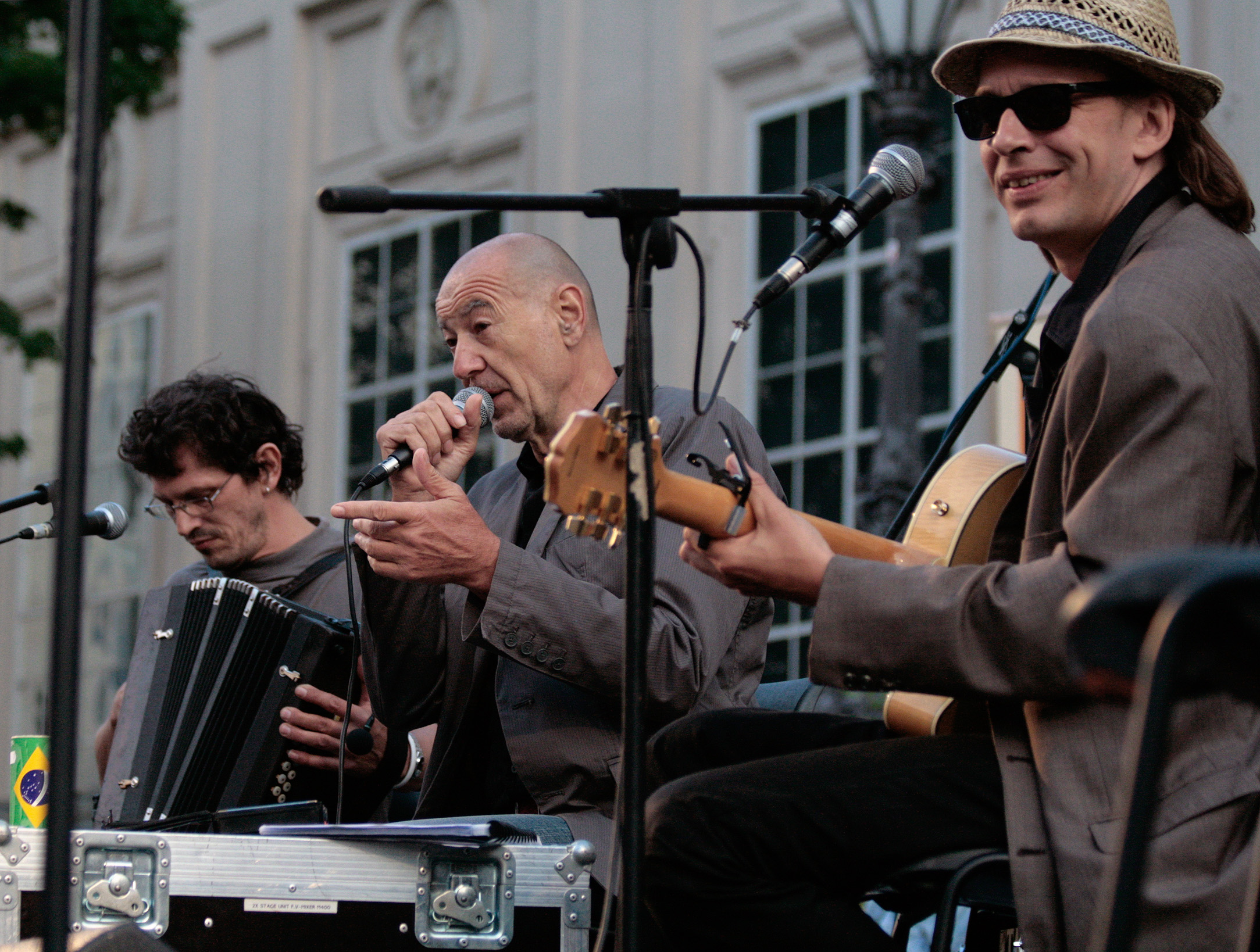
Ernst Molden, Willi Resetarits und Walther Soyka (2009)

### Aktualisierungen
In den 1970er Jahren erfolgte die Wiedererweckung des Wienerliedes in unterschiedlichen Richtungen. Der Jurist und ausgebildete Sänger Eberhard Kummer nahm bereits 1973 beim ORF (Radio Wien, Karl Grell) Lieder aus den berühmten Kremser-Alben (1911) auf. 1978 und 1981 wurden diese in zwei Teilen auf Langspielplatte herausgegeben, 1997 folgte eine Neuauflage auf CD. Wie auch bei seinen anderen Produktionen folgt Kummer der historischen Aufführungspraxis und begleitet sich mit Drehleier, Harfe oder Gitarre. Er kannte diese aus seiner Familientradition, während sie von der Allgemeinheit nicht mehr rezipiert wurden. Seither wurden die Lieder in diesen Alben von mehreren anderen Künstlern aufgegriffen und Ende der 1980er Jahre gab es eine Gesamteinspielung.
Einen ganz anderen Weg schlugen Künstler wie André Heller, Karl Hodina oder Roland Neuwirth ein, die Traditionelles mit modernen Musikstilen wie Jazz oder Blues vermischen. Weitere bekannte Interpreten neuer Wienerlieder sind der Schriftsteller Ernst Molden, der Knopfharmonika-Spieler Walther Soyka oder der Kammerschauspieler Franz Wyzner.
Traditionelles Wienerlied ist mit Umstellung des Regionalsenders Radio Wien auf „Urban Music“ zur Gänze aus dem Sendeangebot verschwunden. Radio Wien ist heute der einzige von neun ORF Landes-Sendern, der keine Musik der Region ausstrahlt, obwohl er in der „Welt-Hauptstadt der Musik“ angesiedelt ist. Bis dahin sorgten (ab 1946) wöchentliche Sendungen wie Was gibt es Neues? mit Heinz Conrads 40 Jahre lang für wöchentliche Präsenz im Radio, später auch im TV (ab 1957). Selbst die einstmals populärsten Wienerlieder sind somit heute in der Gruppe der unter 30-Jährigen praktisch unbekannt. Radio Niederösterreich sendet regelmäßig im Abendprogramm die Sendung aufhOHRchen mit Edgar Niemeczek und Dorothea Draxler (früher auch Walter Deutsch), in der neben alpenländischer Volksmusik auch das Wienerlied thematisiert wird.
Seit dem Jahr 2000 versucht das jährlich stattfindende Festival wean hean, das Wienerlied wieder einem breiteren Publikum zugänglich zu machen. Darüber hinaus wurde 2008 erstmals das Festival echt:wien veranstaltet, das neben dem Wienerlied auch Dialekt-Literatur und Wiener Küche im Programm hat.
Im Jahr 2015 interpretierte der Austropop-Sänger Wolfgang Ambros einige, einst durch Hans Moser bekannt gewordene Wienerlieder, und nahm zwei CD-Alben auf, was die breitere Bekanntheit des Wienerlieds förderte.
Seit 2018 singt Andy Lee Lang, besser bekannt als Botschafter des Rock'n Rolls, traditionelle Wienerlieder und hat eine eigene CD „Weana Gaudi“ auf den Markt gebracht.
Ab dem Jahr 2019 gibt es das Festival des traditionellen Wienerliedes „So klingt's in Wien“ in Zusammenarbeit mit den Wienerliedvereinen mit zahlreichen Veranstaltungen in ganz Wien.

## Instrumentalbegleitung
Die bei Eduard Kremser zitierten typischen Instrumente haben ihren Ursprung bei den Linzer Geigern, die zwei Geigen und eine kleine Bassgeige („Bassettl“) verwendeten. Im Kupferstich Herumziehende Musikanten in Wien von Opitz (Ende des 18. Jh.) sind zwei Geiger, ein Harfenist und ein Fagottist im Quartett gezeichnet.
Um 1850 ersetzte die eben erfundene Kontragitarre die unhandliche Harfe, und der Klarinettist Georg Dänzer im Schrammel-Quartett spielte ab 1884 die hohe G-Klarinette (das „picksüße Hölzl“) zu dieser und den zwei Geigen. Nach Dänzers Tod wechselte man die (mittlerweile unbeliebte) Klarinette gegen die ab 1882 gebaute Schrammelharmonika aus, die in hohen Lagen einen ähnlichen Klang besaß. Daraus entwickelte sich das sogenannte Packl, ein Duo aus Kontragitarre und Schrammelharmonika.

## Bekannte Komponisten
- Horst Chmela (Ana hot imma des Bummerl, Her mit meine Henna (… der Gockala is do), Der Deppate Bua)
- Richard Czapek (I hab halt a Faible für Ober St.Veit, A klaner Beserlpark, Alt-Ottakring)
- Josef Fiedler (Mein Herz, das ist ein Bilderbuch vom alten Wien, Wie Böhmen noch bei Öst’reich war)
- Ludwig Gruber (Mei Muatterl war a Weanerin, Es wird a Wein sein)
- Bruno Hauer (I hab ka Angst ums Weanerliad, Der Dornbacher Pfarrer steckt aus)
- Karl Hodina (Herrgott aus Sta)
- Hans Lang (Der alte Herr Kanzleirat, Wenn ich mit meinem Dackel, Der alte Sünder)
- Hermi Lechner, H.Karner (Schau dir deine Freunde gut an, Mit dir möcht i alt werd'n, Auf mich kannst dich verlassen, )
- Walter Lechner (A klana Bua spielt sich im Sand, Mir ham die Straußbuam, Ja wir san mit'n Radl da)
- Karl Föderl (Die Reblaus)
- Hermann Leopoldi (Schön ist so ein Ringelspiel, In einem kleinen Café in Hernals)
- Gustav Pick (Fiakerlied)
- Ludwig Schmidseder (I hab die schönen Maderln net erfunden, Franzl, ich hab einen Auftrag für dich)
- Johann Schrammel (’s Herz von an echten Weana, Was Öst’reich is’)

## Bekannte Interpreten
- Peter Alexander
- Wolfgang Ambros
- Maria Andergast
- Luzzi Baierl
- Gerhard Bronner
- Fritz Brucker
- 16er Buam
- Rudolf Carl
- Horst Chmela
- Heinz Conrads
- Duo Czapek
- Alexander Girardi
- Walter Heider
- André Heller
- Michael Heltau
- Karl Hodina
- Paul Hörbiger
- Fritz Imhoff
- Fritz Jellinek
- Georg Kreisler
- Charlotte Ludwig
- Hermi Lechner
- Walter Lechner
- Hans Moser
- Maly Nagl
- Roland Neuwirth
- Eva Oskera
- Regine Pawelka-Oskera
- Agnes Palmisano
- Christl Prager
- Ferdinand Raimund
- Franz Schier
- Hansl Schmid
- Wenzel Seidl
- Marika Sobotka
- Kurt Strohmer
- Trio Wien
- Katharina Winand & Andreas Ertl
- Erich Zib

### Ausgaben
- Marion Zib (Hrsg.): Wienerlieder von gestern und heute. Band 2. [Text und Noten], Kral, Berndorf 2016, ISBN 978-3-99024-445-6
- Erich Zib (Hrsg.): Wienerlieder von gestern und heute. Band 1. [Text und Noten], Kral, Berndorf 2011, ISBN 978-3-99024-057-1
- Jürgen Hein (Hrsg.): Wienerlieder. Von Raimund bis Georg Kreisler. [Textsammlung], Reclam, Stuttgart 2002, ISBN 3-15-018211-5
- Eduard Kremser (Hrsg.): Wiener Lieder und Tänze, 3 Bde. [Klavierauszüge], Gerlach & Wiedling, Wien 1911

### Sekundärliteratur
- Elisabeth Th. Fritz, Helmut Kretschmer (Hrsg.): Wien Musikgeschichte. Teil 1: Volksmusik und Wienerlied. Bd. 6. Lit-Verlag, Wien 2006, ISBN 3-8258-8659-X.
- Susanne Schedtler (Hg.): Wienerlied und Weanatanz (Beiträge zur Wiener Musik, Bd. 1), Löcker Verlag, Wien 2004
- Walter Deutsch und Helga Maria Wolf: Menschen und Melodien im alten Österreich, Wien 1998.
- Hans Hauenstein: Interpreten des Wienerliedes. Karner, Wien 1979.
- Hans Hauenstein: Chronik des Wienerliedes. Jasomirgott-Verlag, Klosterneuburg 1976.
- Rudolf Sieczyński: Wienerlied, Wiener Wein, Wiener Sprache. Wiener Verlag, 1947.
- Josef Koller: Das Wiener Volkssängertum in alter und neuer Zeit. Wien 1931.